# グアイニア県
グアイニーア県（グアイニア-けん、スペイン語: Departamento de Guainía）は、コロンビア東部のアマゾン地方の県。県都はイニーリダ。ベネズエラ、ブラジルと国境を接し、北部はオリノコ川流域に含まれる。24の民族が暮らしており、ポルトガル語、スペイン語の他に、4種類のインディオの言語が話されている。　

## 隣接する県
- ビチャーダ県
- アマソナス州
- アマゾナス州
- バウペス県
- グアビアーレ県

## 下位行政区
県は下記の1つのムニシピオおよび8つのコレヒミエントからなる。 

### ムニシピオ
1. イニーリダ - 県都

### コレヒミエント
1. バランコ・ミナス (Barranco Minas)
2. カカウアル (Cacahual)
3. ラ・グアダルーペ (La Guadalupe)
4. マピリパナ (Mapiripana)
5. モリチャル・ヌエボ (Morichal Nuevo)
6. パナ・パナ (Pana Pana)
7. プエルト・コロンビア (Puerto Colombia)
8. サン・フェリペ (San Felipe)